# Кондратьев, Сергей Иванович
Серге́й Ива́нович Кондра́тьев (7 октября 1898, Санкт-Петербург — 26 июля 1957, Петрозаводск) — деятель советской милиции, прототип главного героя фильма «Рождённая революцией».

## Биография
Родился в семье железнодорожного рабочего Ивана Прокофьевича Кондратьева. Отец никогда никакой собственности не имел и постоянно жил в железнодорожных домах, а так как его заработок был слишком мал, а семья была большая, то матери приходилось работать портнихой. В 1914 окончил 2-х классное железнодорожное училище в Петрограде и поступил на железную дорогу в ученики телеграфиста. По окончании учёбы в 1915 стал работать телеграфистом на Николаевской железной дороге.
В феврале 1917 был призван в царскую армию, где служил рядовым 20-го Кавказского стрелкового полка, воевал на Кавказском фронте, попал в Тифлисский военный госпиталь, по выздоровлении был направлен в Петроград и в январе 1918 демобилизован. Член ВКП(б) с 1919 года.
Поступил на курсы профессионального движения, окончив которые в 1920 году, работал инструктором Дорожного комитета профсоюза рабочих железнодорожного транспорта (Дорпрофсож) Николаевской железной дороги. В 1921 году от Дорпрофсожа был направлен на должность военного следователя Военно-революционного трибунала той же железной дороги. По ликвидации упомянутых трибуналов районным комитетом РКП(б) был направлен в органы охраны правопорядка. С 1922 по 1929 на руководящей работе по борьбе с бандитизмом и тягчайшими преступлениями при ленинградском уголовном розыске, в группе по борьбе с бандитизмом при полномочном представительстве ОГПУ в ЛВО, сотрудник 1-й бригады уголовного розыска Петрограда.
В 1929—1931 годах — начальник уголовного розыска НКВД Автономной Карельской ССР.
В апреле 1931 года переведён в органы государственной безопасности. В 1931—1934 годах — уполномоченный Особого отдела в частях ЛВО. В 1934—1936 годах прикомандирован к УНКВД по Дальневосточному краю на должность оперуполномоченного особого отделения ГУГБ НКВД 32-й механизированной бригады Читинского военного округа. В 1936—1937 годах служил на территории Монгольской Народной Республики. С 1937 года — на руководящих должностях в УНКВД Ленинградской области, начальник 1-го спецотдела.
С августа 1942 по октябрь 1945 года — заместитель наркома НКВД-НКГБ Киргизской ССР по кадрам. С октября 1945 по февраль 1948 года — заместитель начальника по кадрам УНКГБ-УМГБ по Ивановской области.
В 1948 году назначен заместителем министра МГБ Карело-Финской ССР. Уволен в запас в ноябре 1950 года.
Похоронен на первом Сулажгорском кладбище.

### Звания
- полковник госбезопасности.

### Награды
- орден Красного Знамени;
- орден Красной Звезды;
- Медаль «За оборону Ленинграда»;
- Медаль «За победу над Германией в Великой Отечественной войне 1941-1945 гг.»;
- Боевое оружие.

## Семья
Внучка Зоя Владимировна Чернышёва проживала в Петрозаводске.